# أوردو سبور
نادي أوردو سبور هو نادي تركي من منطقة أوردو، تأسس عام 1967، و يلعب في الدوري التركي الممتاز.

## روابط إضافية
- (بالتركية)